# Campanone
Ne doit pas être confondu avec Château de Tresana.
Le Campanone est le terme familier utilisé à Pontremoli pour désigner la tour médiévale, la seule partie restante d'une structure fortifiée du Moyen Âge qui prit le nom de « forteresse de Cazzaguerra », dans la province de Massa-Carrara en Toscane.

## Historique
Construit en 1322 par le magister Vanni Tenti de San Miniato sur ordre de Castruccio Castracani, son objectif était de maintenir séparées les factions guelfes et gibelins de la ville. En effet, en 1322 les habitants de Pontremoli, après des années de lutte interne, cédèrent leur souveraineté civique à Castruccio Castracani : il décida le premier de construire la structure fortifiée qui, de par son nom, avait pour but de mettre fin à la guerre.
Son exécution était conforme aux statuts civiques, qui prévoyaient déjà la possibilité d'ériger des courtines intérieures sur toute la profondeur du village, depuis le fleuve Magra jusqu'au ruisseau Verde. 
La tour centrale est équipée d'une cloche depuis ses origines, afin d'avertir les citoyens de tout danger ; ce n'est que plus tard que le beffroi actuel fut surélevé et construit.

## Galerie

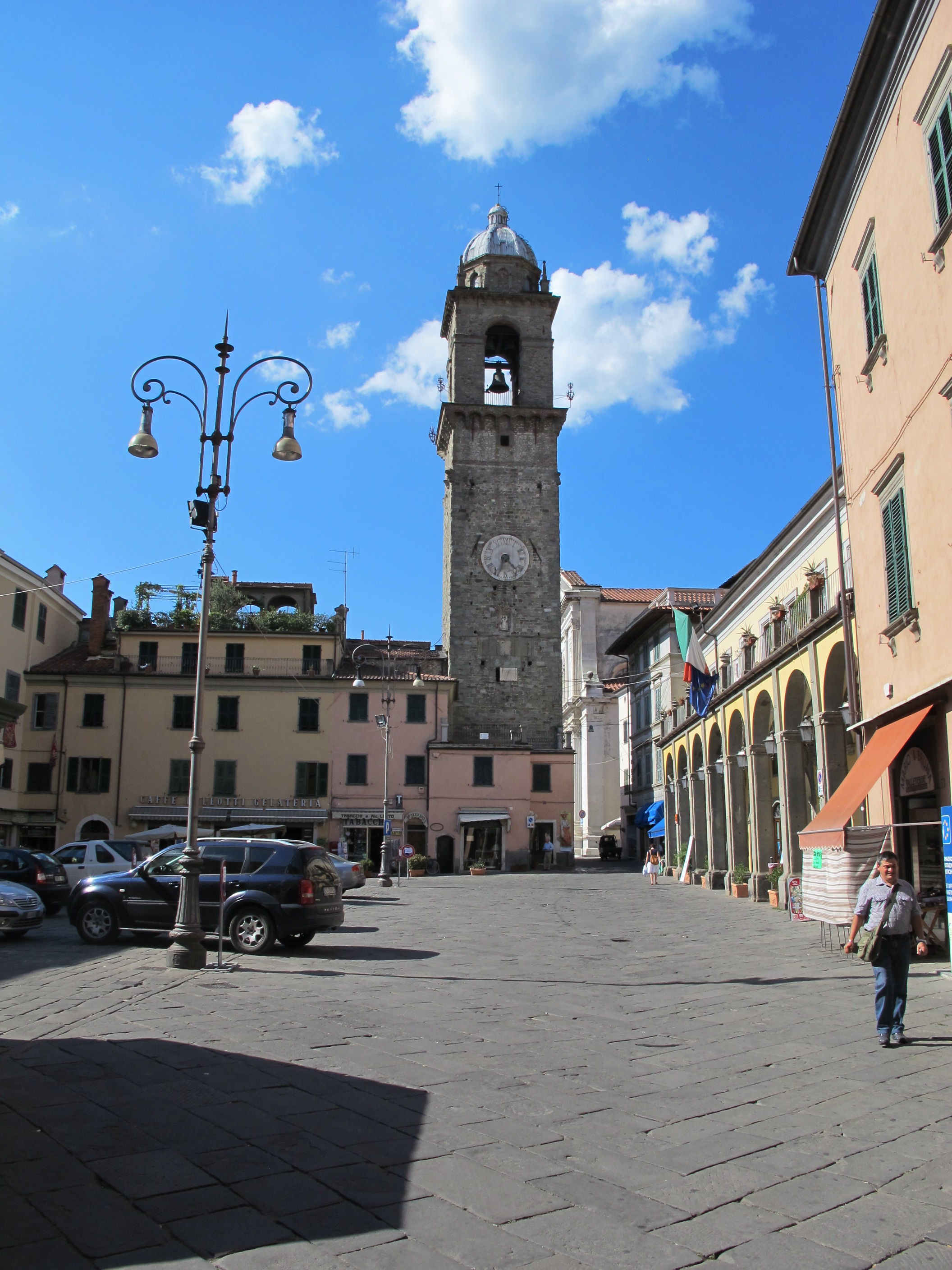
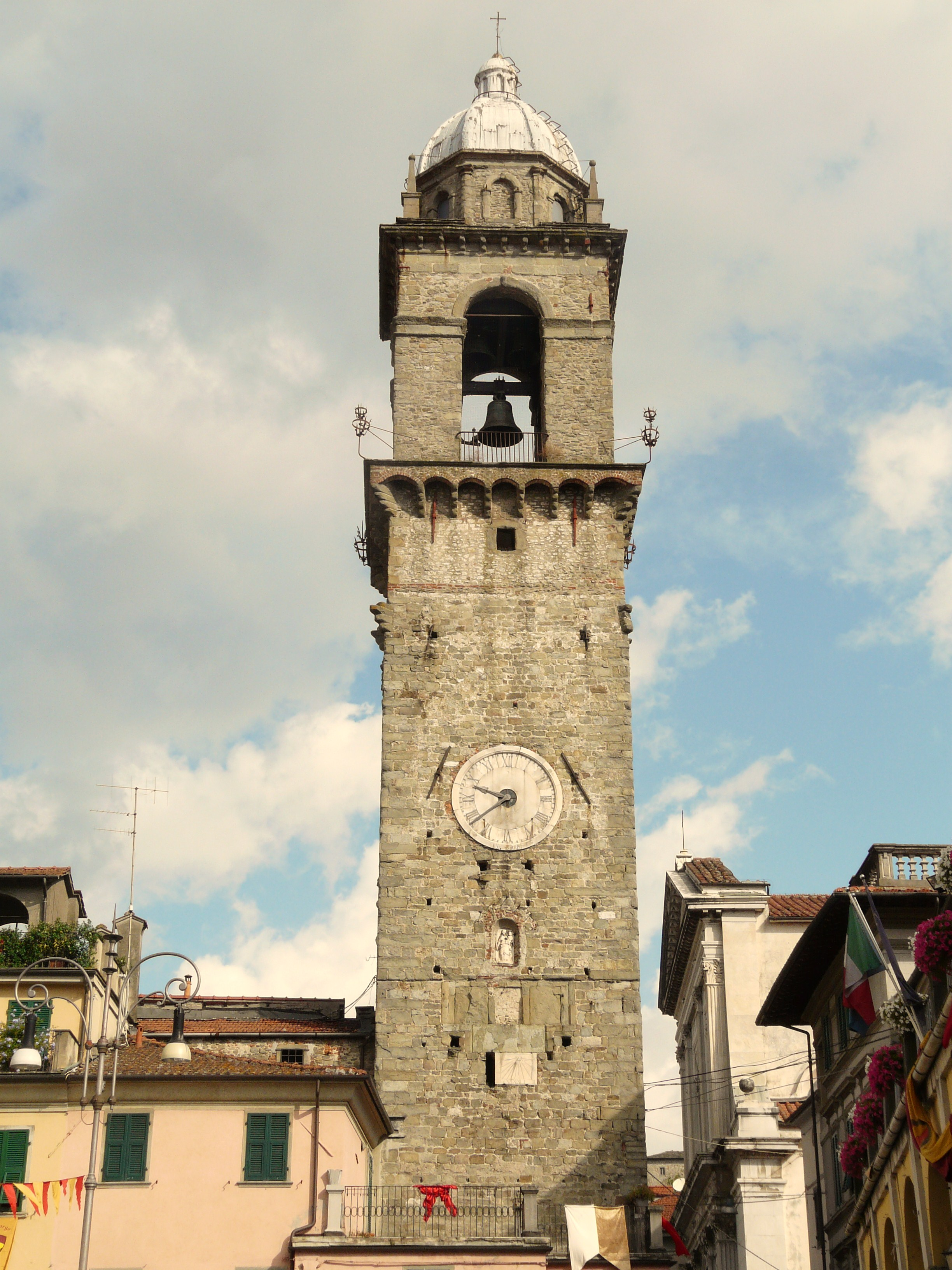
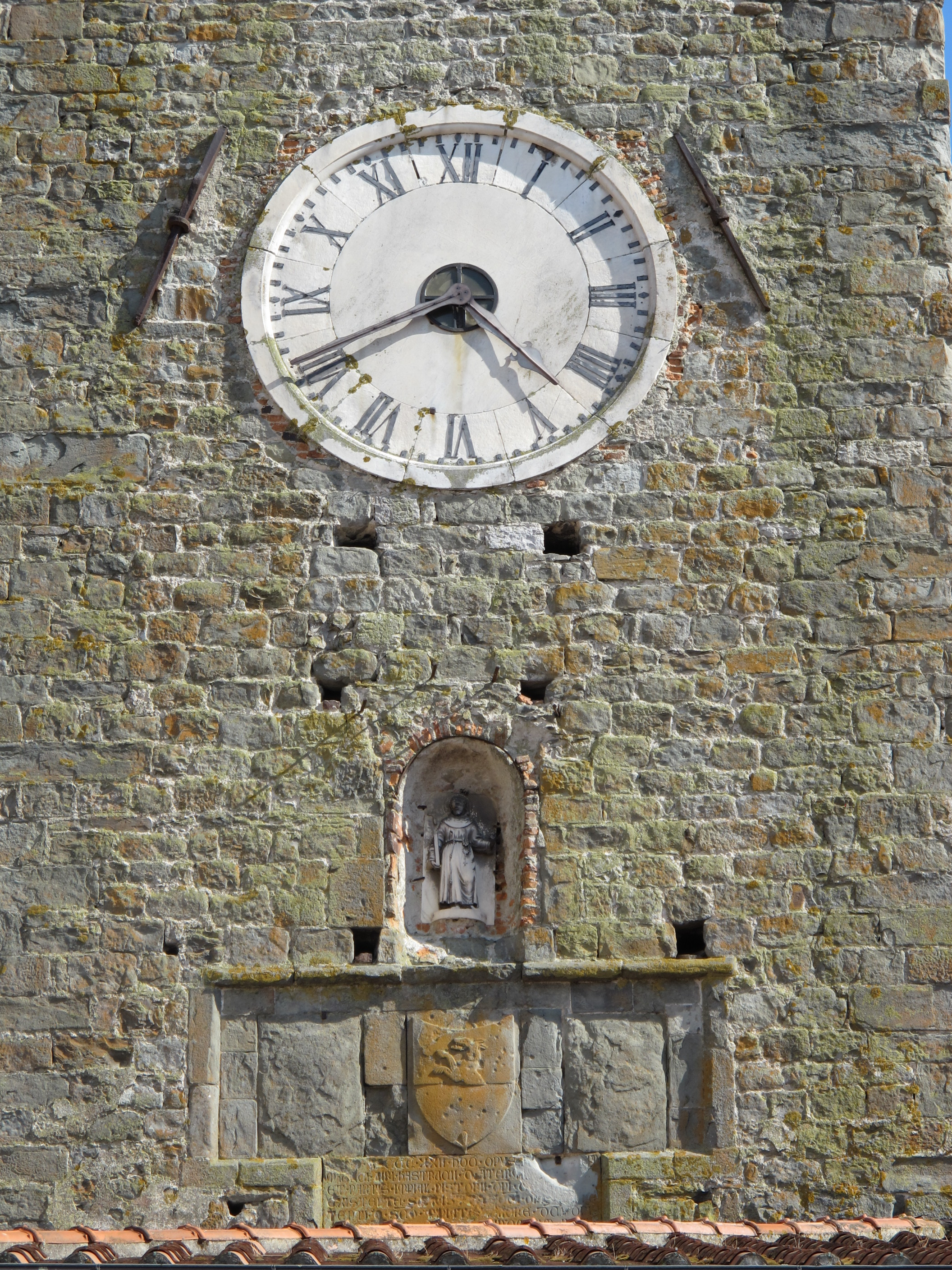